# Droga wojewódzka 198
Die Droga wojewódzka 198 (DW 198) ist eine 20 Kilometer lange Droga wojewódzka (Woiwodschaftsstraße) in der polnischen Woiwodschaft Großpolen, die Międzychód mit den nördlichen Vororten von Sieraków verbindet. Die Straße verläuft parallel zur Warthe und liegt im Powiat Międzychodzki.

## Straßenverlauf
Woiwodschaft Großpolen, Powiat Międzychodzki
-  Międzychód (Birnbaum) (DW 160)
-  Zatom Nowy (Neu Zattum) (DW 195)
-  Sieraków (Zirke) (DW 133, DW 150)